# Epinephelus gabriellae
Epinephelus gabriellae, tên thông thường là Multispotted grouper (cá mú nhiều chấm), là một loài cá biển thuộc chi Epinephelus trong họ Cá mú. Loài này được mô tả lần đầu tiên vào năm 1991.

## Phân bố và môi trường sống
E. gabriellae có phạm vi phân bố nhỏ hẹp ở Tây Bắc Ấn Độ Dương. Loài này chỉ được tìm thấy tại ngoài khơi bờ biển Oman, trải dài về phía tây đến phía đông Yemen, và mũi phía đông của Somalia, bao gồm Socotra. Cá trưởng thành sống xung quanh các rạn san hô và các bãi đá ngầm ở độ sâu khoảng từ 6 đến 88 m; cá con sống ở vùng nước nông hơn.

## Mô tả
E. gabriellae trưởng thành có chiều dài cơ thể lớn nhất đo được là 70 cm; tuổi thọ tối đa dược báo cáo là 26 năm. Thân thuôn dài, hình bầu dục. Cơ thể có màu nâu xám, chi chít những chấm nhỏ màu nâu cam trên thân và cả trên vây. Đuôi hơi bo tròn, có viền trắng. Vây lưng mềm và vây hậu môn có rìa trắng và một dải đen cận rìa. Có 2 hàng răng nhỏ không đều nhau ở phần giữa của hàm dưới.
Số gai ở vây lưng: 11; Số tia vây mềm ở vây lưng: 14 - 15; Số gai ở vây hậu môn: 3; Số tia vây mềm ở vây hậu môn: 8; Số tia vây mềm ở vây ngực: 17 - 18; Số vảy đường bên: 52 - 54.
Thức ăn của E. gabriellae là các loài cá nhỏ hơn, động vật thân mềm và động vật giáp xác. Chúng sinh sản trong khoảng từ tháng 9 đến tháng 10 và đạt kích thước khi trưởng thành với tổng chiều dài khoảng 40 cm; phát triển tương đối chậm. Chúng được đánh bắt trong nghề cá.